# Gehyra butleri
Espèce
Statut de conservation UICN

 DD  : Données insuffisantes
Gehyra butleri est une espèce de geckos de la famille des Gekkonidae.

## Répartition
Cette espèce est endémique du Selangor en Malaisie.

## Étymologie
Cette espèce est nommée en l'honneur d'Arthur Lennox Butler.

## Publication originale
- Boulenger, 1900 : Description of two new lizards from Selangor. The Journal of the Bombay Natural History Society, vol. 13, p. 333-334 (texte intégral).